# Арлінгтон (Джорджія)
Арлінгтон (англ. Arlington) — місто (англ. city) в США, в округах Калгун і Ерлі штату Джорджія. Населення — 1209 осіб (2020).

## Географія
Арлінгтон розташований за координатами 31°26′17″ пн. ш. 84°43′32″ зх. д. / 31.43806° пн. ш. 84.72556° зх. д. (31.437920, -84.725431).  За даними Бюро перепису населення США в 2010 році місто мало площу 10,71 км², з яких 10,68 км² — суходіл та 0,03 км² — водойми.

## Демографія
Згідно з переписом 2010 року, у місті мешкало 1479 осіб у 528 домогосподарствах у складі 364 родин. Густота населення становила 138 осіб/км².  Було 636 помешкань (59/км²).
Расовий склад населення:
| - 76,1 % — чорних або афроамериканців - 21,7 % — білих - 0,2 % — корінних американців - 1,5 % — осіб інших рас |

До двох чи більше рас належало 0,5 %. Частка іспаномовних становила 1,6 % від усіх жителів.
За віковим діапазоном населення розподілялося таким чином: 31,3 % — особи молодші 18 років, 55,9 % — особи у віці 18—64 років, 12,8 % — особи у віці 65 років та старші. Медіана віку мешканця становила 33,5 року. На 100 осіб жіночої статі у місті припадало 85,6 чоловіків;  на 100 жінок у віці від 18 років та старших — 78,9 чоловіків також старших 18 років.
Медіана доходів становила 40 060 доларів для чоловіків та 23 750 доларів для жінок. За межею бідності перебувало 37,5 % осіб, у тому числі 50,9 % дітей у віці до 18 років та 42,4 % осіб у віці 65 років та старших.
Цивільне працевлаштоване населення становило 427 осіб. Основні галузі зайнятості: освіта, охорона здоров'я та соціальна допомога — 29,5 %, виробництво — 22,5 %, роздрібна торгівля — 15,0 %, публічна адміністрація — 12,2 %.